# Chat.Ru
Chat.Ru — один из наиболее популярных интернет-порталов Рунета конца 1990-х — начала 2000-х годов.
На Chat.Ru существовала бесплатная возможность создать сайт, завести почтовый ящик и гостевую книгу.
Был создан и поддерживался компанией «Русский Экспресс», с 1992 г. строившей опорную сеть в Москве. В 2001 году был продан одному из крупнейших интернет-провайдеров «Караван».
В 2009 году было анонсировано возрождение Chat.Ru как мессенджера на базе XMPP.